# Ectropis everetti
Ectropis everetti là một loài bướm đêm trong họ Geometridae.